# 艾雅·凱許
艾雅·瑞秋·凱許（英語：Aya Rachel Cash，1982年7月13日—），是一位美國女演員。她知名於在FX／FXX黑色幽默劇集《我爱上的人是奇葩》（2014-2019年）中飾演格雷琴·卡特勒（英語：Gretchen Cutler），在亞馬遜影片超級英雄劇集《黑袍糾察隊》（2020-2022年）中飾演克拉拉·萊辛格／風暴前線，以及近期在FOX情景喜剧《歡迎來到弗拉奇》中飾演雪柔·彼得森（英語：Cheryl Peterson）。她憑《我愛上的人是奇葩》獲提名影評人選擇電視大獎喜劇劇集最佳女主角和電視評論家協會喜劇類個人成就獎。她還出現在許多電影中，包括《香橙成熟時》（2011年）、《伴我夢遊》（2012年）、《曼哈頓戀習曲》（2013年）、《华尔街之狼》（2013年）、《旋轉瑪麗》（2017年）、《老友Game Over喇》（2018年）和《鬼話對決》（2020年）。

## 早年生活
凱許出生於加利福尼亚州的旧金山，是佛教教師父親尤金·凱許（英語：Eugene Cash）和詩人兼小說家母親金·阿多尼齊奧的女兒。在她母親的家族，她是體育作家鮑勃·艾迪和網球冠軍寶琳·貝茨的孫女。她父親的樓上鄰居瑪格麗塔·蘭達祖裡（英語：Margarita Landazuri）是特纳经典电影频道的首批員工之一，並熱心支持她對演戲和電影的熱愛。她父親是猶太人的家庭，而她母親的家庭則是天主教徒和意大利血統。凱許稱自己是猶太人，並解釋說他們的姓氏“最初類似於‘CH-irsch’”。
凱許是三藩市藝術學院的校友。她在2004年畢業於明尼苏达大学並取得表演藝術學士學位，該課程與格思裡劇院演員培訓計劃合作。隨後她搬到纽约，開始了她的演藝生涯。在初始的幾年，她在經濟上陷入困境，要擔任全職服務員以維持生計。

## 職業生涯

### 電視
凱許出演的電視節目包括《龍虎山生死鬥》、《律政風雲》、《律政風雲：風化組》、《律政風雲：犯罪動機》、《仁愛天使》和《新聞編輯室》。她也是2011年FOX喜劇《紅綠燈》中的主要角色，然而該劇只持續了一季。從2014年到2019年，她在FX劇集《我爱上的人是奇葩》中飾演格雷琴·卡特勒（英語：Gretchen Cutler）。她的演出獲得了一致好評，影音俱樂部網站稱她在第二季的演出是“2015年最佳電視表演”。
2019年，凱許在亞馬遜影片超級英雄黑色幽默劇集《黑袍糾察隊》的第二至三季中飾演克拉拉·萊辛格／風暴前線。第二季於2020年9月首播。
2020年，凱許在FOX情景喜剧《This Country》的試播集中飾演當地報紙記者謝麗爾·彼得森（英語：Cheryl Peterson）。該劇名後來更改為《歡迎來到弗拉奇》並於2022年首播。

### 電影
凱許的電影作品包括《香橙成熟時》、《Winter of Frozen Dreams》、《遠離傑克遜大道》、《曼哈頓戀習曲》、《The Bits In Between》、 《老友Game Over喇》和《The Happy House》。她在《华尔街之狼》中飾演一個小角色——乔丹·贝尔福特的助手珍妮特（英語：Janet）。

### 戲劇
凱許曾在外百老匯演出。2014年，她主演全球首映的柔依·卡山的戲劇《Trudy and Max in Love》。

## 個人生活
凱許在擔任全職服務員時遇到了作家兼製片人喬什·亞歷山大（英語：Josh Alexander），當時她是喬什的女服務員。他們在2012年結婚之前約會了7年。他們一起住在紐約市。
凱許被認定為猶太人，並且是以猶太人的方式被撫養長大的，但現在不再信奉該宗教，她說：“我的母親是天主教徒，我的父親是猶太人，但我在一個非常不嚴格的猶太會堂裡學習犹太教……在我的成人禮之後，我選擇不再繼續信奉。”她也提到雖然她在早些年慶祝過犹太节日，但近年來並不多。
凱許說她的背上有一隻鷹紋身，因為她被告知她的名字艾雅（英語：Aya）在希伯来语中的意思是“鷹”。然而，當她去以色列時，她被告知“Aya”（איה）是“鷹”的古老詞，而實際上“Aya”是現代希伯來語中的“欧洲蜂鹰”，一種不同的猛禽。
凱許是INARA的名人大使，INARA是一個幫助來自敘利亞的戰傷難民兒童獲得醫療援助的非政府組織。

## 作品列表

### 電影
| 年份 | 標題                        | 角色                  | 附註 |
| ---- | --------------------------- | --------------------- | ---- |
| 2008 | 《遠離傑克遜大道》          | 歐嘉（英語：Olga）        |      |
| 2008 | 《桃色名單》                | 秘書#2                |      |
| 2009 | 《Winter of Frozen Dreams》 | 妓女                  |      |
| 2009 | 《The Bits In Between》     | 蘇西（英語：Suzy）        |      |
| 2011 | 《香橙成熟時》              | 瑪雅（英語：Maya）        |      |
| 2012 | 《伴我夢遊》                | 漢娜（英語：Hannah）        |      |
| 2013 | 《The Happy House》         | 溫迪（英語：Wendy）        |      |
| 2013 | 《曼哈頓戀習曲》            | 珍妮（英語：Jenny）        |      |
| 2013 | 《华尔街之狼》              | 珍妮特（英語：Janet）      |      |
| 2014 | 《Loitering with Intent》   | 傑西（英語：Jesse）        |      |
| 2016 | 《10 Crosby》               | 艾雅（英語：Aya）        | 短片 |
| 2016 | 《All Exchanges Final》     | 多姆（英語：Dom）        | 短片 |
| 2017 | 《Village People》          | 芭芭拉（英語：Barbara）      |      |
| 2017 | 《旋轉瑪麗》                | 瑪麗（英語：Mary）        |      |
| 2018 | 《煥新舊愛》 （英語：Brand New Old Love）     | 漢娜·貝克爾（英語：Hannah Becker） |      |
| 2018 | 《老友Game Over喇》         | 凱西（英語：Cassie）        |      |
| 2018 | 《愛情動物》                | 珍          |      |
| 2020 | 《鬼話對決》                | 芬妮（英語：Fanny）        |      |
| 2021 | 《假意真情》                | 蘿莉（英語：Lori）        |      |

### 電視
| 年份       | 標題                      | 角色                                                    | 附註                                               |
| ---------- | ------------------------- | ------------------------------------------------------- | -------------------------------------------------- |
| 2006       | 《律政風雲》              | 珍妮·萊斯科（英語：Janine Lesko）                                   | 單集：“Kingmaker”                                  |
| 2006       | 《律政風雲：犯罪動機》    | 蘿莉（英語：Lori）                                          | 單集：“Weeping Willow”                             |
| 2007       | 《龍虎山生死鬥》          | 瑪莎·丹納斯（英語：Martha Danners）                                   | 單集：“Shelter from the Storm 1:1-2”               |
| 2007       | 《Spellbound》            | 克麗絲（英語：Chrissy）                                        | 電視電影                                           |
| 2009       | 《律政風雲：風化組》      | 卡崔娜·利奇科夫（英語：Katrina Lychkoff）                               | 單集：“Hothouse”                                   |
| 2010       | 《仁愛天使》              | 布莉絲·艾德斯坦（英語：Bliss Edlestein）                               | 單集：“Too Much Attitude and Not Enough Underwear” |
| 2010       | 《Strange Brew》          | 麗茲（英語：Lizzy）                                          | 電視電影                                           |
| 2011       | 《紅綠燈》                | 卡崔娜·萊考夫（英語：Katrina Lychkoff）                                 | 主要角色；13集                                     |
| 2012       | 《星期五晚餐》 （英語：Friday Night Dinner） | 麗茲（英語：Lizzy）                                          | 電視電影                                           |
| 2012       | 《通靈良醫》              | 翠西·蘇洛威（英語：Trish Sulloway）                                   | 單集：“In Case of Heart Failure”                   |
| 2013       | 《新聞編輯室》            | 雪莉·韋克斯勒（英語：Shelly Wexler）                                 | 3集                                                |
| 2013       | 《失婚陣線聯盟》          | 克萊兒（英語：Claire）                                        | 5集                                                |
| 2014－2019 | 《我爱上的人是奇葩》      | 格雷琴·卡特勒（英語：Gretchen Cutler）                                 | 主導角色；62集                                     |
| 2015       | 《摩登家庭》              | 凡妮莎（英語：Vanessa）                                        | 單集：“Rash Decisions”                             |
| 2015       | 《「法」妻》              | 安柏·奧黛麗（英語：Amber Audrey）                                   | 單集：“Don't Fail”                                 |
| 2015       | 《急救警情》              | 辛蒂（英語：Cindy）                                          | 單集：“Let Pythons be Pythons”                     |
| 2015       | 《The Walker》            | －                                                      | 2集                                                |
| 2016       | 《美國老爹》              | 女服務員喬蒂（配音）                          | 單集：“The Unincludeds”                            |
| 2016－2019 | 《隨意芝加哥》            | 雪莉（英語：Sherri）                                          | 4集                                                |
| 2019       | 《佛西與薇登》            | 瓊·西蒙（英語：Joan Simon）                                       | 迷你劇                                             |
| 2019       | 《威尔与格蕾丝》          | 奧利維亞·沃克（英語：Olivia Walker）                                 | 單集：“The Scales of Justice”                      |
| 2020－2022 | 《黑袍糾察隊》            | 克拉拉·萊辛格／自由女／風暴前線                         | 第二季主要角色，第三季客串角色；10集               |
| 2021       | 《蓋酷家庭》              | 配音                                                    | 單集：“Peterschmidt Manor”                         |
| 2022       | 《机器鸡》                | 伊杜納女王（配音）／ 壞麗塔（配音） | 單集：“May Cause Internal Diarrhea”                |
| 2022       | 《來自普萊恩維爾的女孩》  | 凱蒂·雷本（英語：Katie Rayburn）                                     | 迷你劇；常設角色；6集                              |
| 2022       | 《第一夫人》              | 雪莉·利伯維茲（英語：Shirley Liebowitz）                                 | 2集                                                |
| 2022－     | 《歡迎來到弗拉奇》        | 雪柔·彼得森（英語：Cheryl Peterson）                                   | 主要角色                                           |

### 戲劇
| 年份 | 標題                      | 角色                                   | 會場                  |
| ---- | ------------------------- | -------------------------------------- | --------------------- |
| 2006 | 《The Pain and the Itch》 | 卡琳娜（英語：Kalina）                       | 劇作家視野劇院        |
| 2008 | 《From Up Here》          | 蘿倫（英語：Lauren）                         | 曼哈頓戲劇俱樂部      |
| 2008 | 《Three Changes》         | 史蒂薇（英語：Steffi）                       | 劇作家視野劇院        |
| 2009 | 《Offices》               | 蘿拉（英語：Laura）／ 艾瑪（英語：Emma）／ 秘書 | 琳達格羅斯劇院        |
| 2011 | 《The Other Place》       | 女人                                   | 音樂盒劇場            |
| 2011 | 《Happy Hour》            | 表演者                                 | Peter Norton Space    |
| 2014 | 《Trudy and Max in Love》 | 楚蒂（英語：Trudy）                         | South Coast Repertory |
| 2017 | 《The Light Years》       | 露絲（英語：Ruth）／ 艾德琳（英語：Adeline）      | 劇作家視野劇院        |
| 2018 | 《Kings》                 | 蘿倫（英語：Lauren）                         | 約瑟夫帕普公共劇院    |

## 獎項和提名
| 年份 | 獎項                   | 類別                                | 提名作品             | 結果 | 來源   |
| ---- | ---------------------- | ----------------------------------- | -------------------- | ---- | ------ |
| 2016 | 影評人選擇電視大獎     | 喜劇劇集最佳女主角                  | 《我爱上的人是奇葩》 | 提名 | [ 18 ] |
| 2016 | 金德比電視獎           | 最佳喜劇女主角 （英語：Best Comedy Lead Actress）           | 《我爱上的人是奇葩》 | 提名 | [ 19 ] |
| 2016 | 電視評論家協會獎       | 喜劇類個人成就                      | 《我爱上的人是奇葩》 | 提名 | [ 20 ] |
| 2021 | 影評人選擇超級大獎     | 超級英雄劇集最佳女主角              | 《黑袍糾察隊》       | 獲獎 | [ 21 ] |
| 2021 | MTV影視大獎            | 最佳反派                            | 《黑袍糾察隊》       | 提名 | [ 22 ] |
| 2021 | 荷里活影評人協會電視獎 | 最佳串流媒體劇情類女主角 （英語：Best Actress in a Streaming Series, Drama） | 《黑袍糾察隊》       | 提名 | [ 23 ] |

## 外部連結
- 艾雅·凱許在互联网电影资料库（IMDb）上的資料（英文）